# Bosch (Familie)
Die Familie Bosch ist eine deutsche Unternehmer- und Industriellenfamilie. Die bekanntesten Mitglieder dieser Familie sind Robert Bosch und Carl Bosch.

## Geschichte

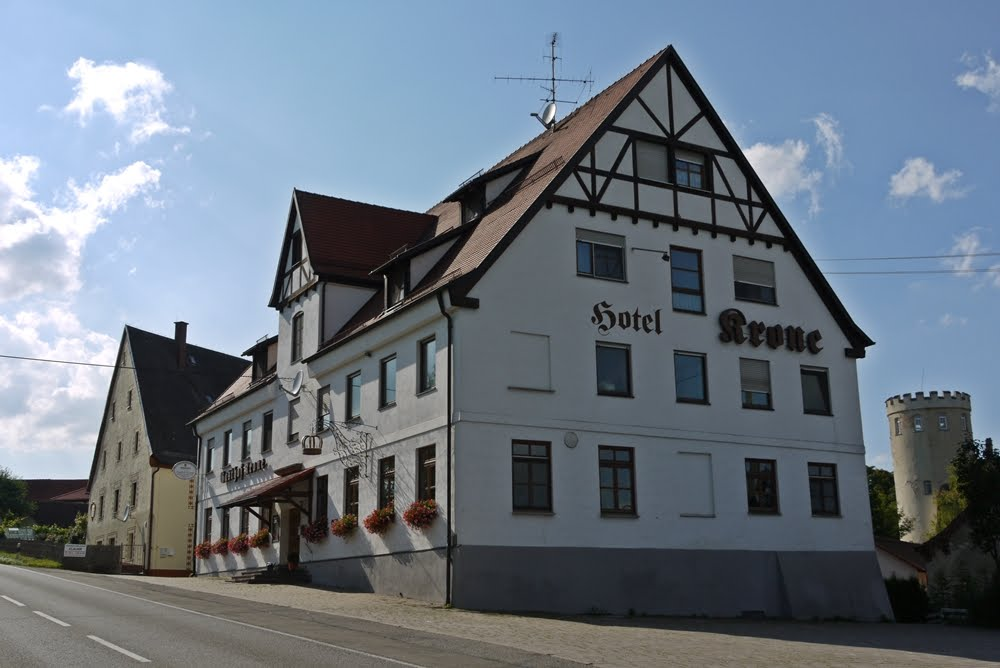
Gastwirtschaft Zur Krone in Albeck

Die Familie Bosch gehörte im 19. Jahrhundert zur örtlichen bäuerlichen Oberschicht in Albeck nordöstlich von Ulm. Sie betrieb von 1736 bis 1869 die Gastwirtschaft Zur Krone. Der Gastwirt Servatius Bosch (1816–1880) war ungewöhnlich gebildet für einen Mann seines Standes, legte Wert auf eine gute Ausbildung seiner Kinder und war Freimaurer. Mit seiner Ehefrau Marie Margarethe Bosch geb. Dölle (1818–1898) hatte er zwölf Kinder; unter diesen waren Carl Friedrich Alexander Bosch und Robert Bosch. Die Familie war evangelischer Konfession.
Robert Bosch war ein führender deutscher Industrieller, Ingenieur und Erfinder. Er gründete 1886 die Robert Bosch GmbH. Roberts Neffe und Carl Friedrich Alexander Boschs Sohn Carl Bosch war ein Chemiker, Techniker und Industrieller, der die BASF und die I. G. Farben leitete. Zusammen mit Fritz Haber entwickelte er das Haber-Bosch-Verfahren zur Synthese von Ammoniak. 1931 erhielt Carl Bosch zusammen mit Friedrich Bergius den Nobelpreis für Chemie für die Verdienste um die Entdeckung und Entwicklung der chemischen Hochdruckverfahren. Robert Bosch jun., der Sohn von Robert Bosch, war 1964 maßgeblich an der Gründung der Robert-Bosch-Stiftung beteiligt, die mit 92 % Beteiligung die meisten Anteile der Robert Bosch GmbH hält. Die übrigen 8 % werden von Mitgliedern der Familie gehalten. Zusammen mit seiner Schwester Eva Madelung geb. Bosch gründete er 1964 außerdem die Heidehof-Stiftung. In der Liste der 500 reichsten Deutschen des Manager Magazins belegte die Familie Bosch im Jahr 2013 Platz 33 mit einem geschätzten Vermögen von drei Milliarden Euro.

## Stammliste

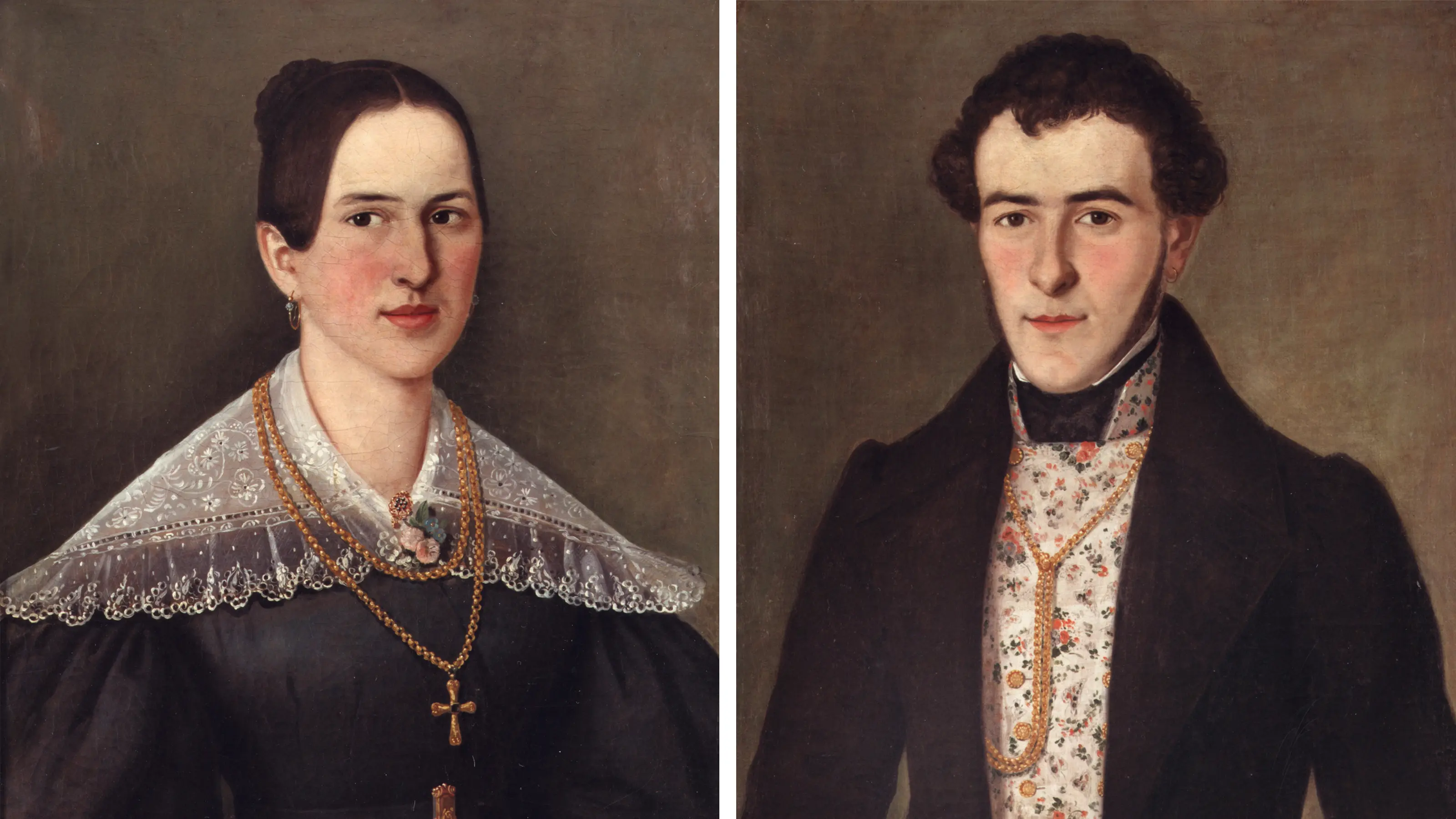
Maria Margaretha und Servatius Bosch

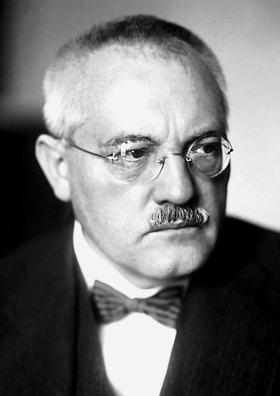
Carl Bosch

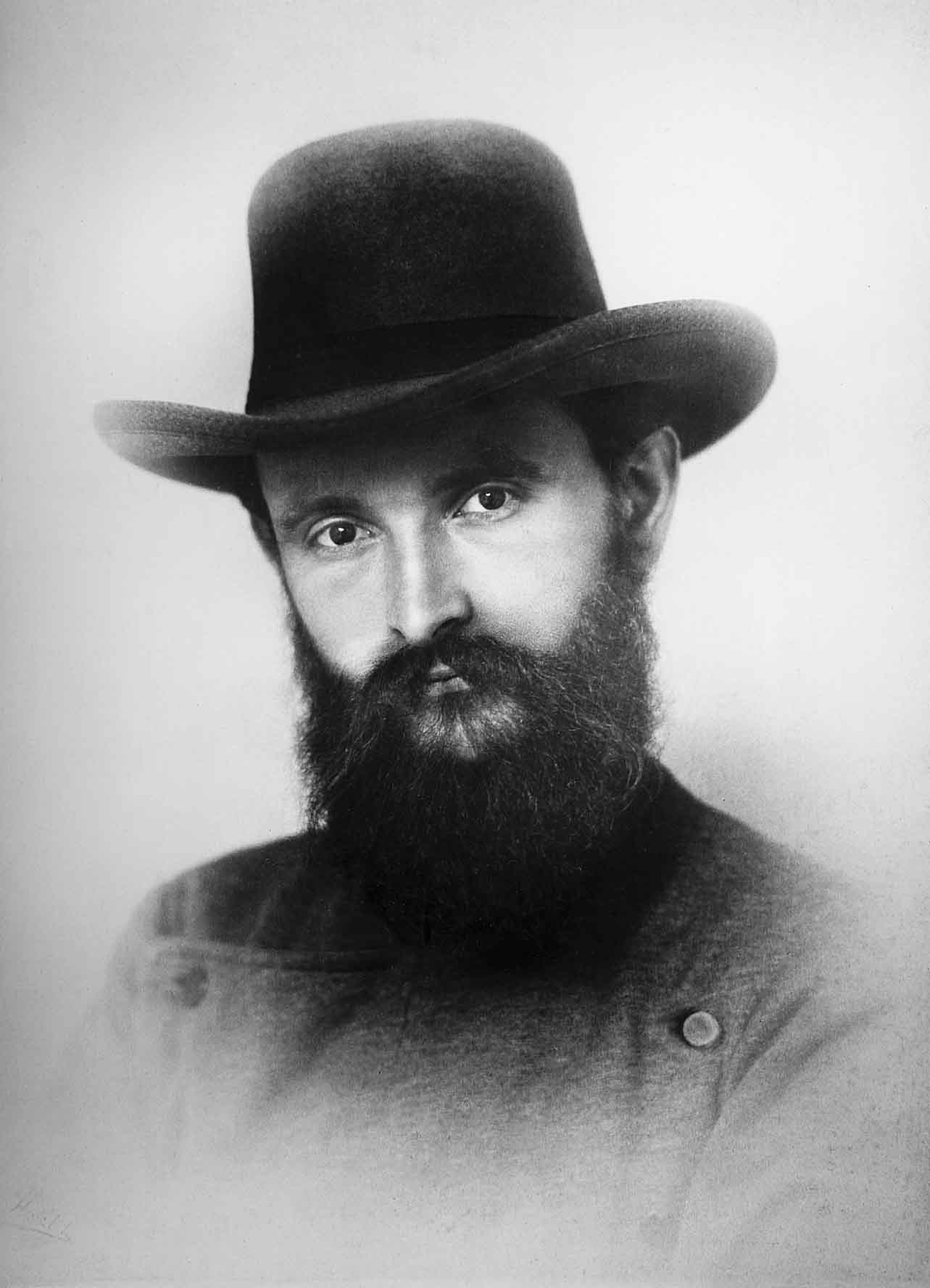
Robert Bosch

- Servatius Bosch (1816–1880) ⚭ Marie Margarethe Dölle (1818–1898)
  - Carl Friedrich Alexander Bosch (1843–1904) ⚭ Paula Liebst (1851–1930)
    - Carl Bosch (1874–1940) ⚭ Else Schilbach
      - Carl Bosch jr.
      - Ingeborg Bosch

  - Robert Bosch (1861–1942), ⚭ (I) Anna Kayser (1864–1949); ⚭ (II) Margarete Woerz (1888–1979)
    - (I) Margarete Bosch (1888–1972)
    - (I) Paula Bosch (1889–1974) ⚭ Friedrich Zundel (1875–1948), der in erster Ehe mit Clara Zetkin verheiratet war
      - Georg Zundel (1931–2007)

    - (I) Robert Bosch (1891–1921)
    - (II) Robert Bosch jun. (1928–2004) ⚭ Irmgard von Graevenitz (1927–2022), Tochter von Fritz von Graevenitz
      - Christof Bosch (* 1959)
      - Ise Bosch (* 1964)

    - (II) Eva Bosch (* 1931) ⚭ Gero Madelung (1928–2018), Sohn von Georg Madelung[2][3]